# Veelböken
Veelböken település Németországban, Mecklenburg-Elő-Pomeránia tartományban. Lakosainak száma 667 fő (2023. december 31.).

## Népesség
A település népességének változása:
| Lakosok száma | 671  | 658  | 641  | 662  | 667  |
|               | 2017 | 2019 | 2021 | 2022 | 2023 |